# Погребов, Николай Иванович
Николай Иванович Погребов (3 (15) декабря 1817 — 19 (31) мая 1879) — санкт-петербургский городской голова в 1860—1878 годах. Действительный статский советник (с 1873).

## Биография
Родился в Санкт-Петербурге 3 (15) декабря 1817 года. Образование получил во 2-й Санкт-Петербургской гимназии и на юридическом факультете Санкт-Петербургского университета, который окончил со степенью кандидата в 1839 году.
В 1842 году поступил на службу в Министерство внутренних дел и был назначен помощником А. К. Гирса, командированного в Ярославскую губернию; затем перешёл в комиссию для составления оценочной табели. В 1848 году оставил государственную службу и посвятил себя изучению различных вопросов городского хозяйства. Через 5 лет был выбран гласным Санкт-Петербургской думы от сословия личных дворян и почётных граждан. Много работал в различных думских комиссиях.
В августе 1860 года Погребов был впервые утверждён исправляющим должность санкт-петербургского городского головы. Помимо непосредственных обязанностей по городскому самоуправлению, он принимал участие во многих правительственных комиссиях, имевших отношение к общественному хозяйству: в комиссии по составлению «Городового положения 1870 года»; в комиссии об устройстве земских банков; в комиссии по устройству кладбища «по Николаевской железной дороге»; был членом Совета торговли и мануфактур. В начале 1870-х годов был назначен членом образованной при Военном министерстве комиссии по воинской повинности.
Когда ему ясно стало, что он не может представлять интересов своих избирателей, он решил, что необходима перемена личности городского головы и 29 сентября 1878 года сложил с себя обязанности.
В 1873 году был произведён в действительные статские советники. Награждён орденами Св. Анны 2-й степени (1866) и Св. Владимира 3-й степени (1875).
Умер 19 (31) мая 1879 года. Похоронен на кладбище Новодевичьего монастыря в Санкт-Петербурге.

## Семья
Жена — Любовь Ивановна, урождённая Измайлова. Ей посвящена вторая мазурка М. А. Балакирева.